# ایرنا کراسنیانسکا
ایرنا کراسنیانسکا (به انگلیسی: Iryna Krasnianska) ژیمناست زادهٔ ۱۹ نوامبر ۱۹۸۷ میلادی اهل کشور اوکراین است.